# Jordan Eberle
Jordan Leslie Eberle (* 15. Mai 1990 in Regina, Saskatchewan) ist ein kanadischer Eishockeyspieler, der seit Juli 2021 bei den Seattle Kraken aus der National Hockey League unter Vertrag steht und das Team seit Oktober 2024 als Kapitän anführt. Zuvor hatte der rechte Flügelstürmer sieben Jahre bei den Edmonton Oilers und vier Jahre bei den New York Islanders verbracht. Mit der kanadischen Nationalmannschaft gewann er die Goldmedaille bei der Weltmeisterschaft 2015.

## Karriere

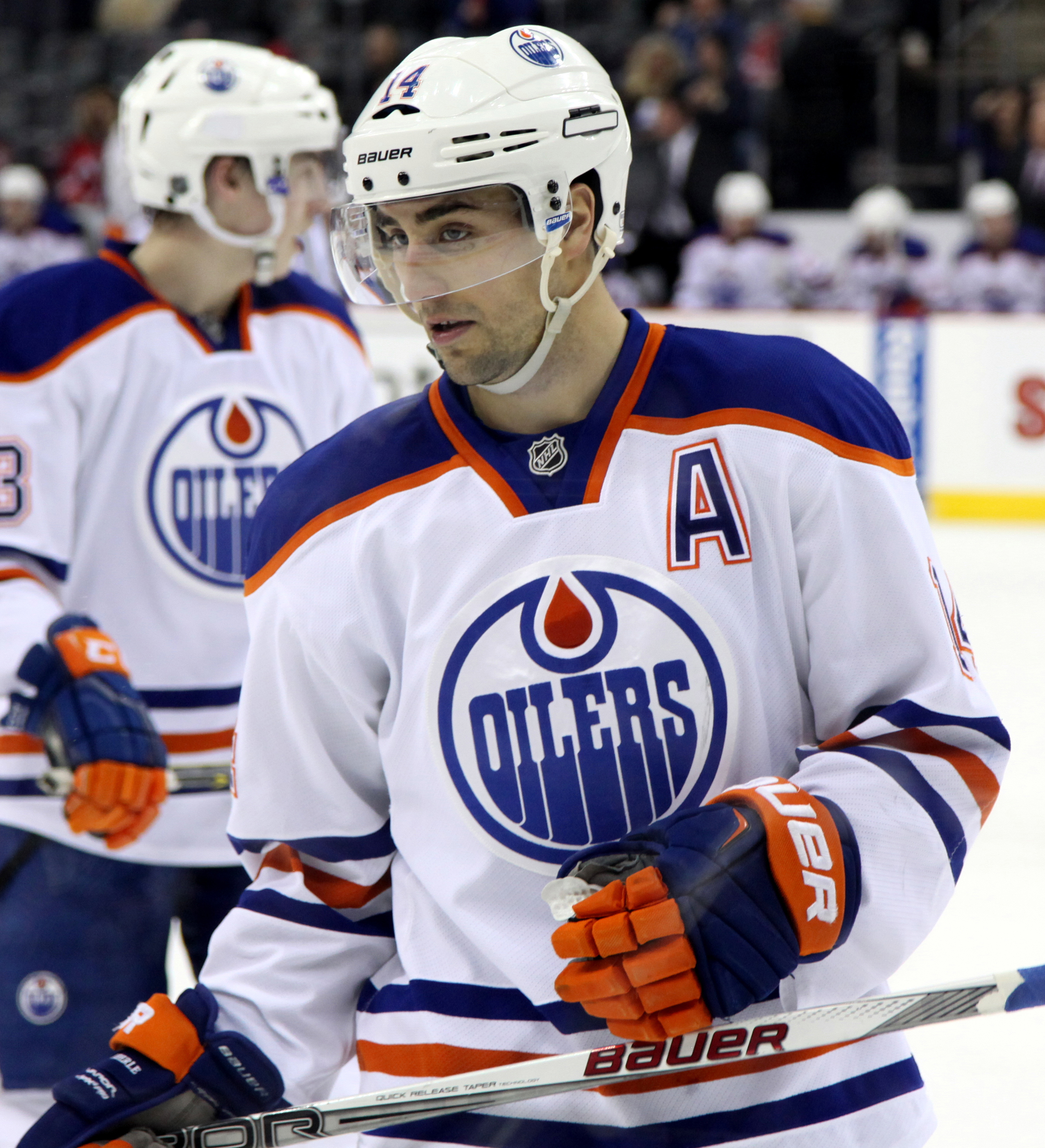
Eberle im Trikot der Edmonton Oilers (2015)

Eberle spielte bis 2006 am Athol Murray College of Notre Dame, ehe er sich zur Saison 2006/07 den Regina Pats aus der Western Hockey League anschloss. Dort war er in seiner Rookiesaison teamintern bester Torschütze mit 28 Treffern. In der folgenden Spielzeit steigerte der Center seine Offensivausbeute um 20 Punkte. Neben der Einladung zum CHL Top Prospects Game im Laufe der Saison, wurde er am Ende des Spieljahres ins WHL East First All-Star Team gewählt und mit der Daryl K. (Doc) Seaman Trophy ausgezeichnet. Im Sommer 2008 wurde er dann in der ersten Runde des NHL Entry Draft 2008 von den Edmonton Oilers an 22. Stelle ausgewählt. Dennoch blieb Eberle zunächst in der kanadischen Juniorenliga und verpasste seinen persönlichen Punkterekord nur um einen einzigen, obwohl er neun Spiele weniger bestritt. Da die Pats am Ende der regulären Saison den Einzug in die Playoffs verpassten, holten ihn die Oilers am Saisonende in ihr Farmteam, die Springfield Falcons aus der American Hockey League. Dort hinterließ er mit neun Scorerpunkten in ebenso vielen Spielen einen guten Eindruck. Trotzdem kehrte er im Herbst 2009 für sein letztes Juniorenjahr nach Regina zurück. In der Saison 2009/10 gelang Eberle eine Bilanz von 106 Scorerpunkten in der regulären Saison und wurde ligaweit lediglich von Brandon Kozun übertroffen. Seine starken Leistungen bei den Regina Pats führten dazu, dass ihm zur Spielzeit 2010/11 der Sprung in den NHL-Kader der Edmonton Oilers gelang.
Eberle verbrachte die folgenden sieben Spielzeiten im Kader der Oilers, konnte die in ihn gesteckten Erwartungen nur mit Ausnahmen erfüllen. Bereits in der Spielzeit 2011/12 stellte er mit 76 Punkten einen persönlichen Rekord auf, den er in den folgenden fünf Jahren nicht mehr annähernd erreichte. Im Juni 2017 trennte sich die Oilers schließlich von dem Kanadier und transferierten ihn im Tausch für Ryan Strome zu den New York Islanders. Bei den Islanders unterzeichnete er im Juni 2019 einen neuen Fünfjahresvertrag, der ihm ein durchschnittliches Jahresgehalt von 5,5 Millionen US-Dollar einbringen soll. Von diesem erfüllte er allerdings nur zwei Jahre bei den Islanders, da er im NHL Expansion Draft 2021 ungeschützt geblieben war und deshalb von den neu gegründeten Seattle Kraken ausgewählt wurde, die damit den Vertrag übernahmen.
Auch bei den Kraken etablierte er sich in der Folge als regelmäßiger Scorer und bestritt im März 2024 seine 1000. Partie der regulären Saison in der NHL. Im Oktober 2024 übernahm er bei den Kraken das Amt des Mannschaftskapitäns, wobei er die Nachfolge von Mark Giordano antrat, der das Team bereits 2022 verlassen hatte.

### International

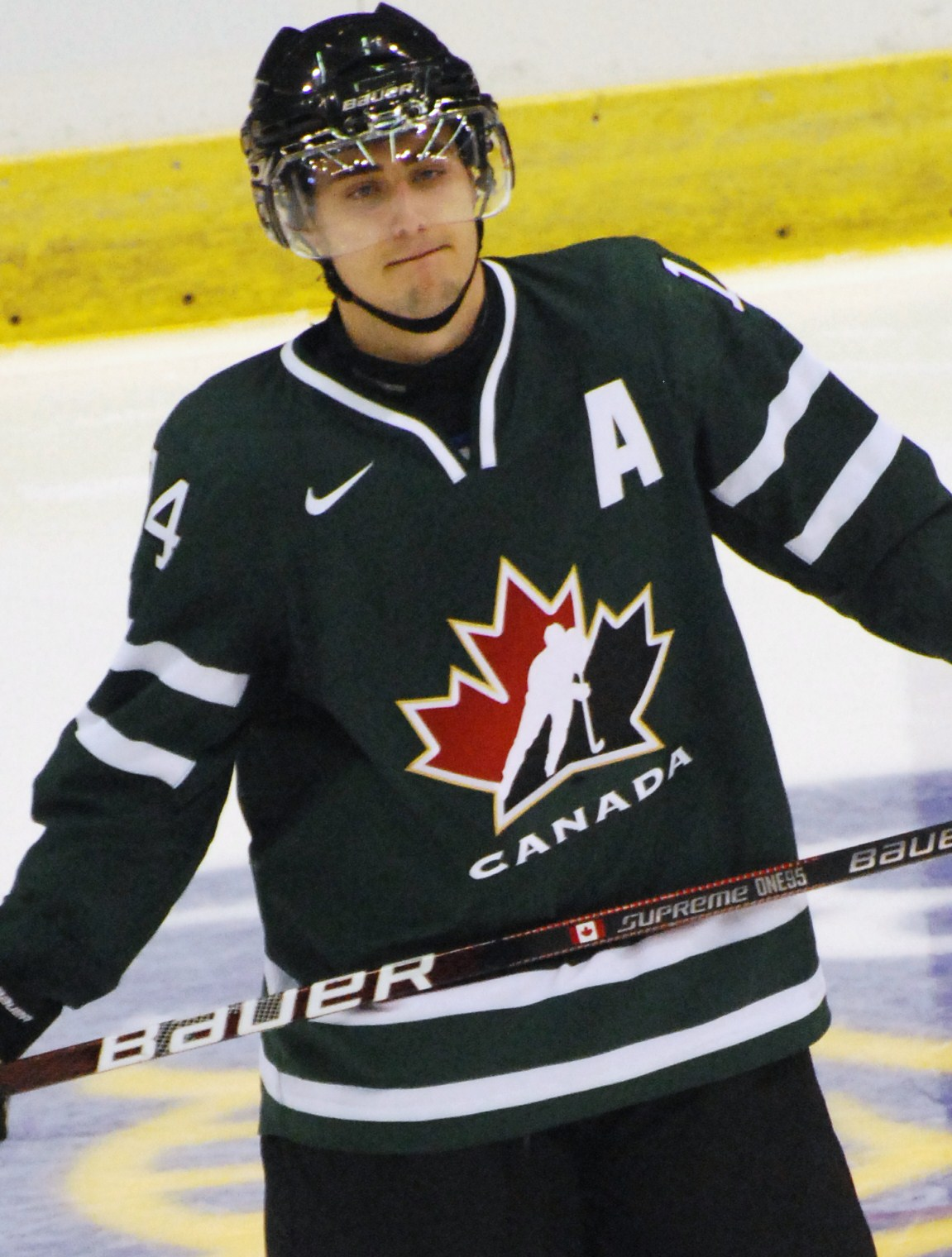
Eberle im Trikot der kanadischen Nationalmannschaft

Auf internationaler Ebene gehört Eberle zu den erfolgreichsten kanadischen Spielern zwischen 2008 und 2010. Im Jahr 2007 spielte er erstmals für sein Heimatland beim Ivan Hlinka Memorial Tournament, blieb dort aber punktlos und das Team verpasste den angestrebten Medaillengewinn. 2008 lief Eberle bei der U18-Junioren-Weltmeisterschaft im russischen Kasan auf. Dort gewann er mit dem Team die Goldmedaille, ebenso ein Jahr später bei der U20-Junioren-Weltmeisterschaft in Ottawa. Bei der U20-Junioren-Weltmeisterschaft 2010, die unter anderem in seiner Geburtsstadt ausgetragen wurde, reichte es letztlich zur Silbermedaille nach einer Finalniederlage gegen den Erzrivalen USA. Eberle wurde jedoch zum wertvollsten Spieler und besten Stürmer ernannt, ins All-Star-Team des Turniers gewählt sowie bester Torschütze zusammen mit dem Schweden André Petersson. Eberle wurde in den Kader der kanadischen Auswahl zur Eishockey-Weltmeisterschaft 2010 berufen und kam in vier Begegnungen zum Einsatz. Die Mannschaft scheiterte in den Viertelfinals gegen Russland.
Es folgten Nominierungen für die Weltmeisterschaften der Jahre 2011, 2012 und 2013, ehe er mit dem Team bei der WM 2015 die Goldmedaille gewann.

## Erfolge und Auszeichnungen
| - 2008 Teilnahme am CHL Top Prospects Game - 2008 Daryl K. (Doc) Seaman Trophy - 2008 WHL East First All-Star Team - 2010 Four Broncos Memorial Trophy - 2010 WHL East First All-Star Team | - 2010 CHL Player of the Year - 2011 Teilnahme am NHL All-Star Game (verletzungsbedingte Absage) - 2012 Teilnahme am NHL All-Star Game - 2022 Teilnahme am NHL All-Star Game |

### International
| - 2008 Goldmedaille bei der U18-Junioren-Weltmeisterschaft - 2009 Goldmedaille bei der U20-Junioren-Weltmeisterschaft - 2010 Silbermedaille bei der U20-Junioren-Weltmeisterschaft - 2010 Wertvollster Spieler der U20-Junioren-Weltmeisterschaft | - 2010 Bester Stürmer der U20-Junioren-Weltmeisterschaft - 2010 All-Star-Team der U20-Junioren-Weltmeisterschaft - 2010 Bester Torschütze der U20-Junioren-Weltmeisterschaft (gemeinsam mit André Petersson) - 2015 Goldmedaille bei der Weltmeisterschaft |

## Karrierestatistik
Stand: Ende der Saison 2024/25

### International
Vertrat Kanada bei:
| - U18-Junioren-Weltmeisterschaft 2008 - U20-Junioren-Weltmeisterschaft 2009 - U20-Junioren-Weltmeisterschaft 2010 - Weltmeisterschaft 2010 - Weltmeisterschaft 2011 | - Weltmeisterschaft 2012 - Weltmeisterschaft 2013 - Weltmeisterschaft 2015 - Weltmeisterschaft 2018 |

(Legende zur Spielerstatistik: Sp oder GP = absolvierte Spiele; T oder G = erzielte Tore; V oder A = erzielte Assists; Pkt oder Pts = erzielte Scorerpunkte; SM oder PIM = erhaltene Strafminuten; +/− = Plus/Minus-Bilanz; PP = erzielte Überzahltore; SH = erzielte Unterzahltore; GW = erzielte Siegtore; 1 Play-downs/Relegation; Kursiv: Statistik nicht vollständig)